# Сферосоми
Сферосоми (від дав.-гр. σφαῖρα - "куля" і σῶμα - "тіло") або олеосоми (від лат. oleum - "олія" та дав.-гр. σῶμα - «тіло») - в цитології, одномембранні органели рослинних клітин, що виконують функцію накопичення ліпідів. Утворюються гладкою ендоплазматичною мережею.
На підставі виявлення у сферосомах активності кислої фосфатази та неспецифічних естераз їх ототожнюють із лізосомами тваринних клітин, від яких вони відрізняються високим вмістом ліпідів.